# Bombardier Challenger 600
Die Bombardier Challenger 600 ist eine Familie von Geschäftsreiseflugzeugen, die von William P. Lear unter der Bezeichnung LearStar 600 für den Einsatz im Kurz- und Mittelstreckenbereich konzipiert wurde. Das Design des LearStar 600 wurde im April 1976 vom kanadischen Flugzeugbauunternehmen Canadair gekauft, welches das Konzept unter dem Namen Challenger 600 verwirklichte. Auch nach der Übernahme von Canadair durch Bombardier wurde das Projekt weitergeführt und um neue Varianten ergänzt.

## Varianten

### Challenger 600
Die Canadair Challenger 600 war die ursprüngliche Version. Als Antrieb dienten zwei Mantelstromtriebwerke ALF-502L von Avco Lycoming, deren Strahltriebwerkssparte heute Teil von Honeywell International ist. Der Schub lag bei 33,6 kN je Triebwerk.
Schon mehr als ein Jahr vor dem Erstflug hatte das Projekt über zwei Millionen kanadische Dollar verschlungen, und das kanadische Parlament bewilligte eine heftig umstrittene Staatshilfe für Canadair. Zur gleichen Zeit verließ auch Bill Lear das Entwicklungsteam, da er mit der geänderten Konfiguration des Flugzeugs nicht einverstanden war. Er fand dessen Form weniger elegant als die der ursprünglichen LearStar und nannte es „Fat Albert“.

### Challenger 601

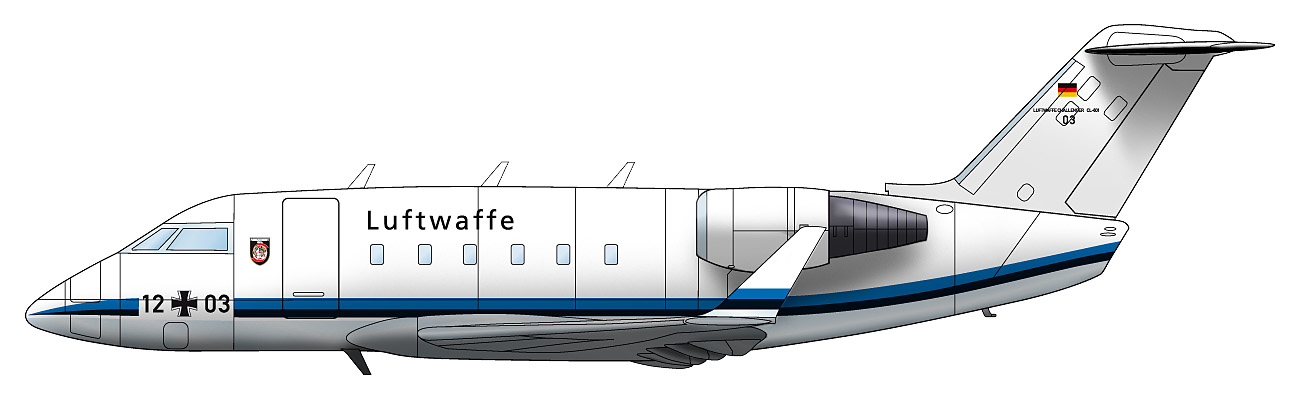
Challenger 601 der Bundeswehr

Nach der CL600 war bei der Challenger 601-1A die größte Veränderung im Antrieb zu finden. Hier wurden die anfälligen Avco-Lycoming-ALF-502L-Triebwerke durch modernere und leistungsstärkere General Electric CF-34-3A ersetzt. Der maximale Startschub stieg hierdurch um circa 20 Prozent, zudem sank der Treibstoffverbrauch deutlich. Das Triebwerk basiert auf dem bereits an der A-10 der US Air Force in gleicher Anordnung am Rumpf bewährten General Electric TF34. Zu den weiteren Neuerungen der CL-601 zählt die Einführung von Winglets, ein moderneres EFIS-Cockpit von Honeywell sowie die serienmäßige Einführung eines Zusatztanks im äußersten Heck des Flugzeugs (der dieses auch verlängerte). Hierdurch wurden die maximale Abflugmasse und die Reichweite gesteigert. Zuvor war dieser so genannte „Tailtank“ als Option eines Zulieferers im Nachrüstsatz erhältlich.

### Challenger 604

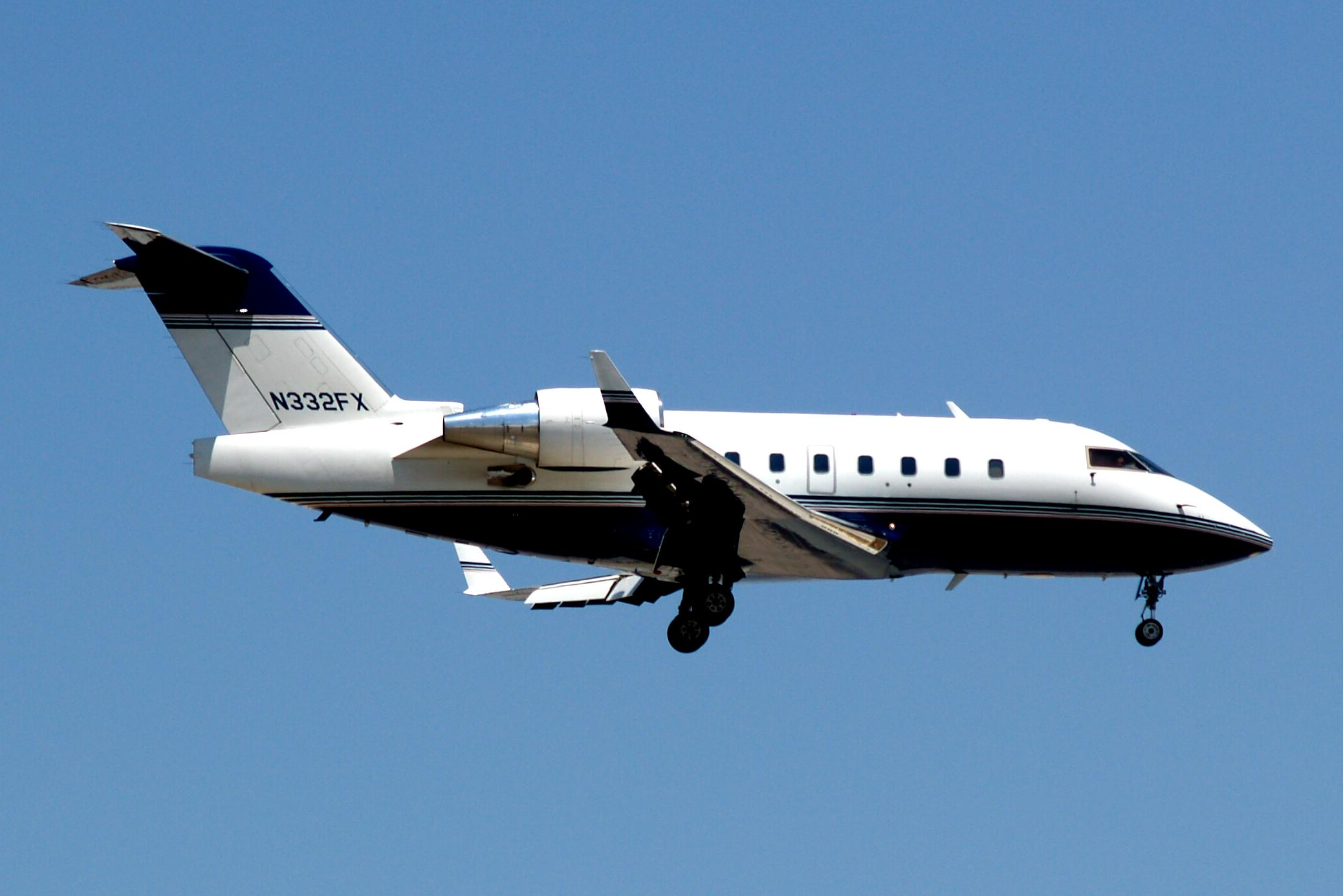
Challenger 604

Der Typ Challenger 604 ist eine Weiterentwicklung der Challenger 600 bzw. 601 für bis zu 19 Passagiere. Durch den Einbau zusätzlicher Tanks im Heck konnte die Reichweite gegenüber der CL601-3R um 819 km (im Vergleich zur CL600 sogar um 2272 km) vergrößert werden. Hierdurch wurde die Challenger zum Langstreckenflugzeug. Die deutlichsten Veränderungen zur letzten CL601-Version (CL601-3R) wurden mit dem Einbau eines Glascockpits von Rockwell Collins vorgenommen. Zudem erhielt das Flugzeug ein deutlich verstärktes Fahrwerk mit größeren Rädern, wodurch auch die Bremsen vergrößert und verbessert werden konnten. Die Triebwerke wurden gegenüber der CL601 nochmals leicht in der Leistung gesteigert, was sich vor allem in einer besseren Start- und Steigflugleistung bemerkbar macht. Der Schub der neuen CF-34-3B ist im Normalbetrieb auf 38,8 kN begrenzt, kann jedoch inklusive der sogenannten Automatic Power Reserve (APR) auf bis zu 41 kN gesteigert werden.

### Challenger 605
Die Bombardier Challenger 605 weist im Innern einige Neuerungen auf, während Aerodynamik und Triebwerke unverändert blieben. Zu den Verbesserungen zählen insbesondere größere Fenster sowie eine neuentwickelte Avionik. Äußerlich kann man die 605 von der 604 unter anderen am geänderten Heckkonus sowie an den höher liegenden Fenstern unterscheiden.

### Challenger 650

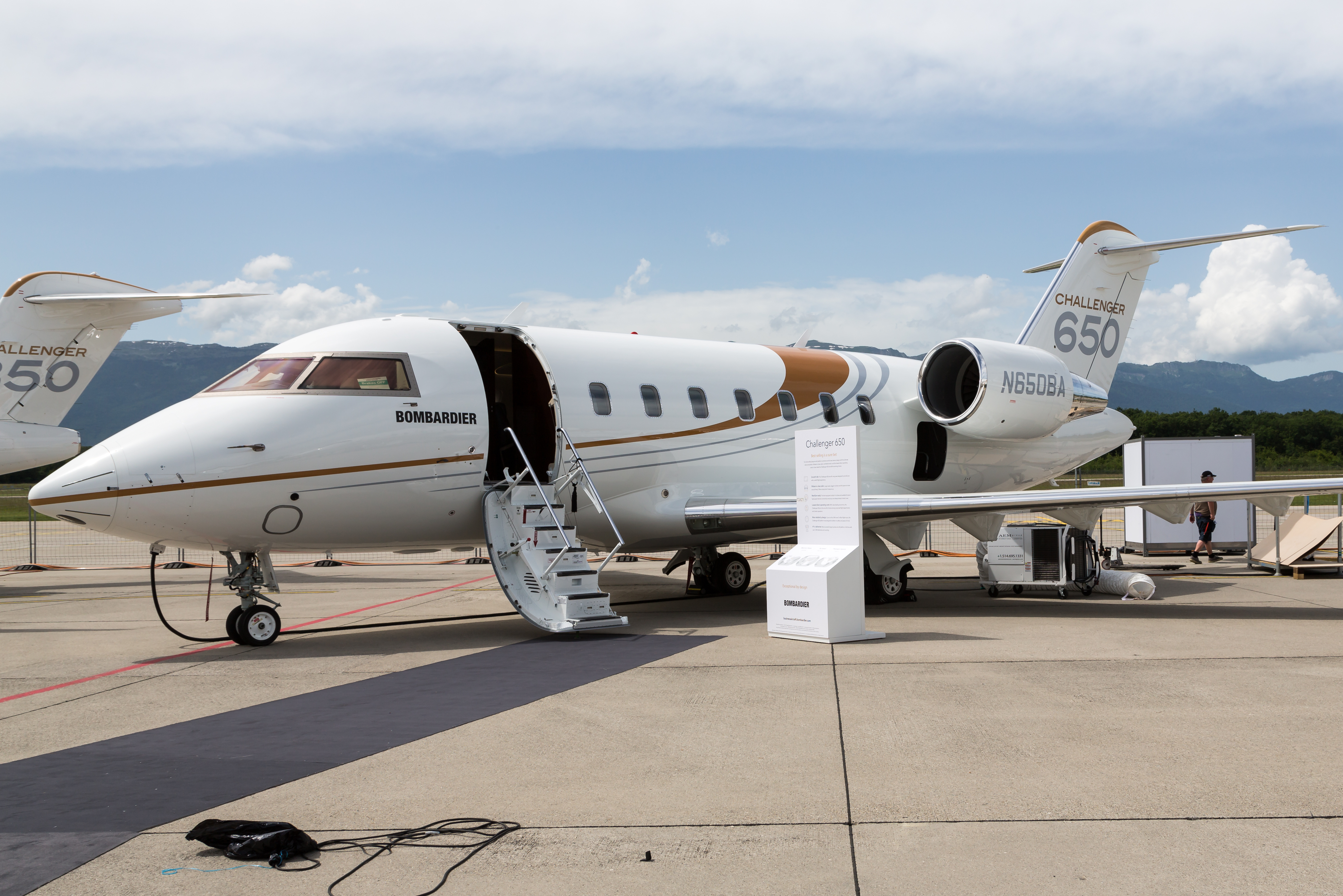
Challenger 650

Die Bombardier Challenger 650 ist die neueste Version, die 2015 auf der EBACE in Genf zum ersten Mal gezeigt wurde. Der Erstflug fand 2015 statt. Sie hat modernere CF-34-Triebwerke, eine modernisierte Avionik und die Kabine wurde neu gestaltet. Die Schweizerische Rettungsflugwacht löste ab 2018 damit ihre alten Challenger 604 ab.

## Militärische Betreiber
Neben zahlreichen zivilen Unternehmen setzen auch mehrere Streitkräfte Flugzeuge der Challenger-600-Baureihe als Verbindungs- und VIP-Flugzeug für hochrangige Militärs und Politiker ein.
- Royal Australian Air Force – Die No. 34-Squadron (Staffel) der australischen Luftwaffe ist am Flughafen Canberra stationiert und setzt drei Challenger 604 als Ergänzung zu ihren zwei Boeing Business Jets ein.

- Royal Canadian Air Force – Die kanadische Luftwaffe setzt die Challenger als CC-144 ein. Die Flugzeuge sind in Trenton, Ontario, bei der 412. Transportstaffel stationiert. Die vorherige Challenger-Staffel der kanadischen Luftstreitkräfte war die 434. Transportstaffel.

- Vzdušné síly Armády České republiky – In der VIP-Flotte der Tschechischen Republik wird neben dem ACJ319 die Challenger in der Version Cl-601-3A eingesetzt, diese Flugzeuge sind in Prag-Kbely stationiert und der 241. Transportstaffel zugeteilt.[5]

- Flyvevåbnet – Vier[6] Challenger 604, die auf dem Flughafen Aalborg bei der 721. Staffel stationiert sind.[7]

- Türk. Geheimdienst MIT – Eine Challenger mit dem Kennzeichen TC-KLE, wurde u. a. für die Verschleppung von Regimegegnern genutzt.[8]

- Schweizer Luftwaffe – (T-751 und T-752). Übernahme von zwei Challenger 604 (HB-JRB und HB-JRC) per 2019 von der REGA.[9]

- Vereinigte Staaten – Zwei Challenger 650 (Kennzeichen N488CR und N9191) wurden bis 2021 mit dem SIGINT-Aufklärungssystem ARTEMIS ausgerüstet. Die Maschinen waren unter anderem in Europa und Japan bei Manövern als auch im Irak im Einsatz.[10][11] Hinzu kam anschließend übergangsweise eine von Leidos geleaste Challenger 650  „Artemis“ (für Airborne Reconnaissance and Targeting Exploitation Multi-Mission Intelligence System).[12]

Ehemalige Betreiber
- Deutsche Luftwaffe – Die Maschine in der Variante Challenger 601 war in Deutschland bei der Flugbereitschaft des Bundesministeriums der Verteidigung von 1986 bis 2011 im Einsatz. Die Flugbereitschaft setzte die Challenger überwiegend für den politischen und parlamentarischen Bereich ein. Für das Bundesministerium der Verteidigung wurden auch Transport-, Kurier- und Verbindungsflüge ausgeführt. Durch drei Rüstsätze waren auch MedEvac-Flüge möglich. Die Bundeswehr besaß sieben Maschinen dieses Typs mit den Kennzeichen 12+01 bis 12+07. Das Muster wurde 2011 durch die Bombardier Global 5000 ersetzt, die mit rund 9.500 km eine substantiell größere Reichweite hat und geringfügig kürzere Startbahnen nutzen kann.

## Technische Daten
| Kenngröße                        | Challenger 600                                             | Challenger 601                                             | Challenger 604/605                                         | Challenger 650                                             |
| -------------------------------- | ---------------------------------------------------------- | ---------------------------------------------------------- | ---------------------------------------------------------- | ---------------------------------------------------------- |
| Besatzung                        | 2                                                          | 2                                                          | 2                                                          | 2                                                          |
| Passagiere                       | je nach Bestuhlung üblicherweise bis zu 12; maximal bis 19 | je nach Bestuhlung üblicherweise bis zu 12; maximal bis 19 | je nach Bestuhlung üblicherweise bis zu 12; maximal bis 19 | je nach Bestuhlung üblicherweise bis zu 12; maximal bis 19 |
| Länge                            | 20,85 m                                                    | 20,85 m                                                    | 20,85 m                                                    | 20,85 m                                                    |
| Spannweite                       | 18,85 m                                                    | 19,61 m                                                    | 19,61 m                                                    | 19,61 m                                                    |
| Höhe                             | 6,3 m                                                      | 6,3 m                                                      | 6,3 m                                                      | 6,3 m                                                      |
| Flügelfläche                     | 41,8 m²                                                    | 45,71 m²                                                   | 45,71 m²                                                   | 45,4 m²                                                    |
| Flügelstreckung                  | 8,5                                                        | 8,4                                                        | 8,4                                                        | 8,5                                                        |
| Rumpfdurchmesser                 | 2,69 m                                                     | 2,69 m                                                     | 2,69 m                                                     | 2,69 m                                                     |
| Kabinenlänge                     | 8,66 m                                                     | 8,66 m                                                     | 8,66 m                                                     | 7,80 m                                                     |
| Kabinenbreite                    | 2,19 m (Boden)/2,49 m (maximal)                            | 2,19 m (Boden)/2,49 m (maximal)                            | 2,19 m (Boden)/2,49 m (maximal)                            | 2,41 m                                                     |
| Kabinenhöhe                      | 1,85 m                                                     | 1,85 m                                                     | 1,85 m                                                     | 1,83 m                                                     |
| Kabinenvolumen                   | 32,56 m³                                                   | 32,56 m³                                                   | 32,56 m³                                                   | 32,56 m³                                                   |
| max. Startmasse                  | 18.325 kg                                                  | 19.550 kg                                                  | 21.863 kg                                                  | 21.863 kg                                                  |
| Höchstgeschwindigkeit            | Mach 0,855                                                 | Mach 0,855                                                 | Mach 0,855                                                 | Mach 0,855                                                 |
| max. Reisegeschwindigkeit        | Mach 0,82                                                  | Mach 0,82                                                  | Mach 0,82                                                  | Mach 0,82                                                  |
| übliche Reisegeschwindigkeit     | Mach 0,80                                                  | Mach 0,80                                                  | Mach 0,80                                                  | Mach 0,80                                                  |
| Langstreckenreisegeschwindigkeit | Mach 0,74                                                  | Mach 0,74                                                  | Mach 0,74                                                  | Mach 0,74                                                  |
| Dienstgipfelhöhe                 | 12.500 m                                                   | 12.500 m                                                   | 12.500 m                                                   | 12.500 m                                                   |
| Reichweite                       | 5.925 km                                                   | 6.235 km                                                   | 7.427 km                                                   | 7.408 km                                                   |
| Startstrecke                     | ?                                                          | ?                                                          | 1.780 m                                                    | 1.720 m                                                    |
| Landestrecke                     | ?                                                          | ?                                                          | 846 m                                                      | 732 m                                                      |
| Triebwerke                       | 2× Avco Lycoming ALF-502L                                  | 2× General Electric CF-34-3A                               | 2× General Electric CF34-3B                                | 2× General Electric CF34-3B MTO                            |
| Schubkraft                       | je 33,6 kN                                                 | je 40,7 kN                                                 | je 38,84 kN (41 kN APR)                                    | je 41 kN (9.220 lbf)                                       |

## Zwischenfälle
- Während eines Testfluges vom Mojave Air & Space Port kam es am 3. April 1980 an einer Canadair CL-600-1A11 Challenger 600 der Canadair (C-GCGR-X) zum Deep Stall. Der Anti-Spin-Fallschirm öffnete nicht ordnungsgemäß. Die dreiköpfige Besatzung sprang daraufhin aus der Maschine ab, jedoch versagte der Fallschirm des Flugkapitäns, welcher daraufhin ungebremst zu Boden stürzte und starb. Die Unfalluntersuchung ergab, dass an der Maschine gleichzeitig vier voneinander unabhängige Komponentenausfälle aufgetreten waren, von denen sich drei bereits zuvor schon einmal ereignet hatten. Es handelte sich um den ersten Zwischenfall mit diesem Flugzeugtyp mit Todesopfern (siehe auch Flugunfall einer Canadair CL-600 von Canadair bei Mojave).

- Am 7. Januar 2017 geriet eine Challenger 604 der MHS Aviation auf dem Flug von den Malediven nach München über dem arabischen Meer in die Wirbelschleppe eines Airbus A380-800 der Emirates, der auf dem Weg von Dubai nach Australien war (Flug Emirates EK 412) und die Challenger im vorgeschriebenen Mindest-Höhenabstand von 1000 Fuß passierte. Die Challenger rotierte mehrfach um die eigene Achse, verlor schnell an Höhe; es kam zu massiven Schäden an der Bordelektronik, einem Triebwerk und der Inneneinrichtung. Die Piloten konnten die schwer beschädigte Maschine wieder unter Kontrolle bekommen und in Maskat notlanden. Zwei schwer verletzte Passagiere mussten im Krankenhaus behandelt werden. Die Challenger wurde als Totalschaden abgeschrieben.[13]

- Am 11. März 2018 stürzte eine im Besitz der Istanbuler Basaran Holding Company befindliche Bombardier Challenger 604 (TC-TRB) in der iranischen Region Bachtiari in der Provinz Schahar Mahall rund 400 Kilometer südlich von Teheran ab. Aufgrund von Differenzen der Geschwindigkeitsanzeigen flog die Kapitänin die Maschine in einen Strömungsabriss, obwohl sie die Erste Offizierin mindestens dreimal aufforderte, das für diesen Fall vorgeschriebene Notverfahren anzuwenden. Alle 11 an Bord befindlichen Personen starben, darunter Mina Basaran, die Tochter des Firmenchefs Hüseyin Basaran. Sie hatte mit ihren Freundinnen ihren Junggesellinnen-Abschied in den Vereinigten Arabischen Emiraten gefeiert (siehe auch Flugunfall einer Canadair CL-600 im Iran 2018).[14][15]

- Am 26. Juli 2021 stürzte eine  Bombardier CL-600-2B16 Challenger 605 beim Endanflug auf den Flughafen Truckee Airport (TKF/KTRK) in Kalifornien über einem Golfplatz ab. Alle 6 Insassen an Bord kamen dabei ums Leben.[16]
- Am 9. Februar 2024 stürzte eine Bombardier Challenger 604 nahe Naples, Florida nach einem doppelten Triebswerksausfall auf die Interstate I-75. Von den 5 Insassen an Bord überlebten die drei Passagiere im hinteren Teil des Flugzeuges das Unglück. Die beiden Piloten der Maschine starben.[17]